# Scleroprocta krzeminskii
Scleroprocta krzeminskii är en tvåvingeart som beskrevs av Jaroslav Stary 2008. Scleroprocta krzeminskii ingår i släktet Scleroprocta och familjen småharkrankar.
Artens utbredningsområde är Bulgarien. Inga underarter finns listade i Catalogue of Life.